# 아라타 도모유키
아라타 도모유키(일본어: 荒田 智之, 1985년 10월 3일 ~ )는 일본의 전 축구 선수이다.

## 구단 경력
그는 2008년부터 2017년까지 J리그의 미토 홀리호크, 주빌로 이와타, 제프 유나이티드 지바, 파지아노 오카야마, 마쓰모토 야마가 FC, 오이타 트리니타, AC 나가노 파르세이루에서 활동하였다.